# Glycocalyx
 (février 2013).
Si vous disposez d'ouvrages ou d'articles de référence ou si vous connaissez des sites web de qualité traitant du thème abordé ici, merci de compléter l'article en donnant les références utiles à sa vérifiabilité et en les liant à la section « Notes et références ».

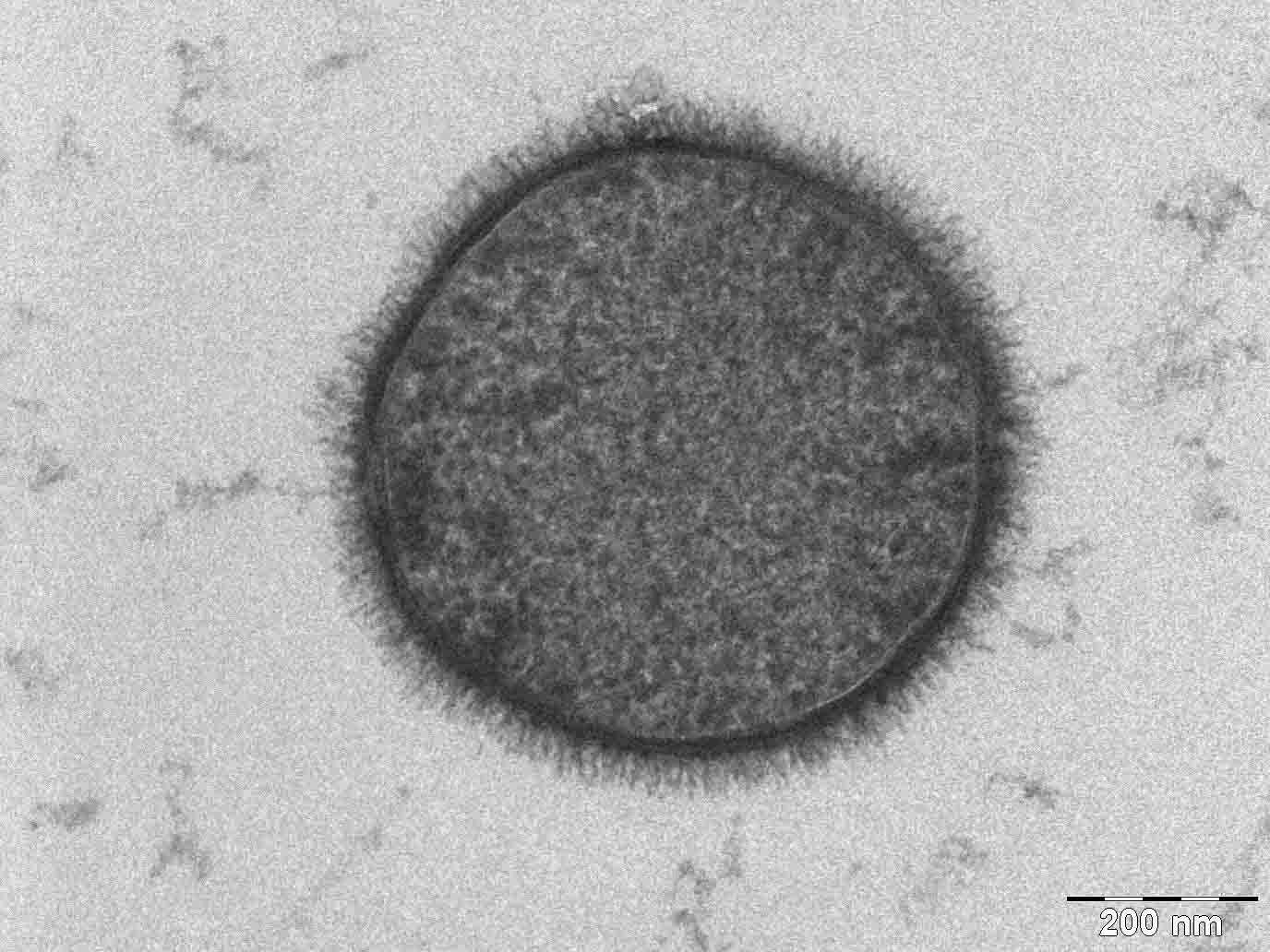
Glycocalyx de Bacillus subtilis.

Le glycocalyx (abrégé sous l'acronyme GCX), ou feutrage microfibrillaire ou encore glycolemme, est un élément présent chez tous les types cellulaires eucaryotes, mais aussi certaines bactéries, proposant une protection à la membrane externe de la cellule et peut aussi être défini comme un revêtement d'aspect fibreux, plus ou moins épais au-delà de la surface lipidique, constitué par des glucides.
L'étymologie du terme peut se scinder en deux radicaux : glyco du grec ancien γλυκύς, glukús (sucre) et calyx du grec ancien κάλυξ, kályx (brouillard en nappe, ici apparenté à la couche externe).

## Caractéristiques
Le glycocalyx est composé d'une couche de polysaccharides liée de manière covalente aux lipides et aux protéines de la membrane. Il est très hydrophile et crée donc un environnement hydrique autour de la cellule. Dans certains épithéliums, l'épaisseur de cette couche peut atteindre 0,5 µm, et elle est nettement visible au microscope électronique après coloration au rouge de ruthénium et en microscopie optique par la coloration PAS. Le glycocalyx représente de 2 % à 10 % du matériel membranaire et 10 % des lipides sont glycosylés alors que la plupart des protéines transmembranaires et périphériques externes le sont. Il joue un rôle dans la protection, dans les phénomènes de reconnaissance et d'adhésion cellulaire et dans les processus infectieux.

## Historique
Dès les années 1960, des observations microscopiques avaient mis en évidence la présence d'un revêtement à la surface des cellules vivantes. En 1970, Adolpho Martinez-Palomo décrit la structure de ce revêtement.

## Fonctions
La principale fonction du glycocalyx est d'aider à la reconnaissance intercellulaire. En effet, plusieurs des sucres exposés à la surface cellulaire appartiennent au système complexe majeur d'histocompatibilité (CMH ou HLA). Il assure également une fonction de rigidifiant de la membrane.
Le glycocalyx, dans les cellules de mammifères, permet l'identification de la cellule, et permet ainsi au corps de distribuer les molécules spécifiques à ce type cellulaire, et joue un rôle de protection de la cellule. Dans les cellules entérocytes, au niveau du plateau strié, il a une action enzymatique.
Le glycocalyx est souvent utilisé par les virus comme voie d'accès à la cellule. De plus c'est une barrière dynamique à l'adhésion en ce sens qu'il s'oppose à l'approche rapide de deux membranes cellulaires. Une diminution du glycocalyx a démontré une augmentation d'activité adhésive.
Il joue également un rôle contre les agressions mécaniques, chimiques et enzymatiques.

## Composition
Le glycocalyx est composé de glycoprotéines et de glycolipides :
1. Les glycoprotéines :
Produits d'une N-glycosylation sur une asparagine. Le sucre terminal est nécessairement un acide sialique, dont l'acide N-acétylneuraminique (NANA). Les chaînes sont courtes et ramifiées.
2. Les protéoglycanes :
Les sucres sont O-glycosylés. Les chaînes sont longues et non ramifiées mais les molécules sont chargées très négativement, ce qui leur permet de retenir l'eau à l'extérieur de la membrane.

## Rôle en pathologie
Les molécules polyholosidiques sont chargées négativement et permettent à une cellule d'adhérer à une paroi : ces facteurs d'adhésion jouent un rôle dans le pouvoir invasif des bactéries. Certains glycocalyx sont plus gros et protéiques (fimbriae ou pili communs) permettant la liaison des bactéries sur les cellules (Escherichia coli dans certaines infections urinaires).

## Tissu endothélial vasculaire
Dans le tissu endothélial vasculaire, le glycocalyx est situé sur la surface apicale des cellules endothéliales qui tapissent le lumen. L'utilisation de colorants cationiques tels que la coloration au bleu Alcian et de la microscopie électronique en transmission permet de distinguer une petite couche de forme irrégulière autour des cellules s'étendant d'environ 50 à 100 nm dans la lumière d'un vaisseau sanguin. L'utilisation de la coloration au tétroxyde d'osmium pendant la substitution par congélation a montré que le glycocalyx endothélial pouvait avoir jusqu'à 11 μm d'épaisseur.
À la barrière hémato-encéphalique, le glycocalyx endothélial participe au rôle protecteur que joue l'endothélium vasculaire pour préserver l'homéostasie cérébrale, De nombreuses glycoprotéines à domaine mucine sont exprimées dans les cellules endothéliales vasculaires du cerveau, notamment PODXL (en), CD34 (en) et DAG1 (en).
Une étude menée chez la souris montre que sa densité et sa composition sont altérées lors du vieillissement, avec notamment une réduction notable de la O-glycosylation de la mucine. L'O-glycosylation de type mucine est une modification post-traductionnelle des glycanes initiée par une α-N-acétylgalactosamine (α-GalNAc) fixée aux protéines par des résidus sérine et thréonine.
Corriger ce déficit chez les souris âgées permet de réduire leur déclin cognitif ainsi que la neuroinflammation qui accompagne leur vieillissement. Ces résultats sont confortés par une réduction de l'expression des gènes permettant la glycosylation de la mucine dans le cerveau de patients atteints de maladies neurodégénératives comme celles d'Alzheimer ou de Huntington,.